# ميديا جروب
ميديا جروب (بالإنجليزية: Midea Group)‏ هي شركة صينية تقوم بتصنيع المستلزمات الكهربائية مدرجة في بورصة شنتشن وتم إضافتها في فورتشن غلوبال 500 منذ يوليو 2016.
في 2018 بلغ عدد موظفين الشركة 135 ألف في الصين وخارجها.
في صيف 2016 قامت الشركة بالأستحواذ على شركة الروبوتات الألمانية كيوكا. وهي حالياً أكبر شركة منتجة للروبوتات والأجهزة المنزلية في العالم.